# Bay City (Texas)
Bay City é uma cidade localizada no estado norte-americano de Texas, no Condado de Matagorda.

## Demografia
Segundo o censo norte-americano de 2000, a sua população era de 18.667 habitantes. 
Em 2006, foi estimada uma população de 18.263, um decréscimo de 404 (-2.2%).

## Geografia
De acordo com o United States Census Bureau tem uma área de 
22,0 km², dos quais 22,0 km² cobertos por terra e 0,0 km² cobertos por água. Bay City localiza-se a aproximadamente 16 m acima do nível do mar.

## Localidades na vizinhança
O diagrama seguinte representa as localidades num raio de 32 km ao redor de Bay City. 